# Clethra repanda
Clethra repanda är en tvåhjärtbladig växtart som beskrevs av Porphir Kiril Nicolai Stepanowitsch Turczaninow. Clethra repanda ingår i släktet Clethra och familjen Clethraceae. Inga underarter finns listade i Catalogue of Life.